# (18119) Braude
(18119) Braude  es un asteroide perteneciente al cinturón de asteroides, descubierto el 4 de julio de 2000 por el programa Lowell Observatory Near-Earth-Object Search desde la Estación Anderson Mesa, en Estados Unidos.

## Designación y nombre
Braude se designó inicialmente como 2000 NZ24.
Más adelante fue nombrado en honor al radioastrónomo soviético Semión Braude (1911-2003).

## Características orbitales
Braude orbita a una distancia media del Sol de 2,2712 ua, pudiendo acercarse hasta 2,0048 ua y alejarse hasta 2,5376 ua. Tiene una excentricidad de 0,1173 y una inclinación orbital de 0,7506° grados. Emplea en completar una órbita alrededor del Sol 1250 días.

## Características físicas
Su magnitud absoluta es 15,3.